# 顏晃
顏晃（510年—562年），字元明，琅邪臨沂人，南北朝南梁、南陳官員和文學家。
顏晃年少孤苦貧窮，好學有文采，擔任南梁邵陵王蕭綸的兼記室參軍，當時東宮學士庾信曾被派到邵陵王府，蕭綸指使顏晃應答，庾信看輕他說：「邵陵王府有多少名兼記室？」他回答：「好像少過宮中的學士吧。」當時的人都認為他的回應很好。侯景之亂，顏晃西逃到荊州；承聖初年，除授中書侍郎。其時吳興太守杜龕喜歡有膽量和氣力的人，部下很多輕躁奸險的少年，梁元帝很是擔心，就命令顏晃掌管杜龕的書信，又向杜龕下詔：「你年紀尚輕，讀書還未遲，顏晃是文學之士，有他幫助你，遇事要諮詢他。」杜龕被殺，顏晃歸附陳蒨，獲委任為書記，得到很好的恩遇，又出任宣毅府中錄事，兼記室參軍。
南陳永定二年（558年），陳武帝陳霸先臨幸大莊嚴寺，當晚下雨，顏晃上表《甘露頌》，內容完備典雅，陳霸先覺得很驚奇。天嘉初年，遷任員外散騎常侍，兼中書舍人，掌管詔令，到天嘉三年（562年）去世，虛歲五十三。朝廷下詔追贈他為司農卿，謚貞子，賜與墓地。顏晃出身寒微，沒有權貴親戚，但能夠修身有成就，為當世人認識。他的奏表詔誥一氣呵成，只說事理，文雅有氣質，有文集二十卷。

## 引用
1. 1 2  《陳書·卷三十四·列傳第二十八》：顏晃字元明，琅邪臨沂人也。少孤貧，好學，有辭采。解褐梁邵陵王兼記室參軍。時東宮學士庾信嘗使於府中，王使晃接對，信輕其尚少，曰「此府兼記室幾人」？晃答曰「猶當少於宮中學士」。當時以為善對。侯景之亂，西奔荊州。承聖初，除中書侍郎。時杜龕為吳興太守，專好勇力，其所部多輕險少年，元帝患之，乃使晃管其書翰。仍敕龕曰：「卿年時尚少，習讀未晚，顏晃文學之士，使相毗佐，造次之閒，必宜諮稟。」及龕誅，晃歸世祖，世祖委以書記，親遇甚篤。除宣毅府中錄事，兼記室參軍。
2. 1 2  《南史·卷七十二·列傳第六十二》：顏晃字元明，琅邪臨沂人也。少孤貧，好學，有辭采。解褐梁邵陵王兼記室參軍。時東宮學士庾信使府中，王使晃接對，信輕其少，曰：「此府兼記室幾人？」晃曰：「猶當少於宮中學士。」當時以為善對。侯景之亂，奔荊州。承聖初，除中書侍郎。
3. ↑  《陳書·卷三十四·列傳第二十八》：永定二年，高祖幸大莊嚴寺，其夜甘露降，晃獻甘露頌，詞義該典，高祖甚奇之。天嘉初，遷員外散騎常侍，兼中書舍人，掌詔誥。三年卒，時年五十三。詔贈司農卿，謚曰貞子，并賜墓地。晃家世單門，傍無戚援，而介然脩立，為當世所知。其表奏詔誥，下筆立成，便得事理，而雅有氣質。有集二十卷。
4. ↑  《南史·卷七十二·列傳第六十二》：陳天嘉初，累遷員外散騎常侍，兼中書舍人，掌詔誥。卒，贈司農卿，諡曰貞子。晃家世單門，傍無戚援，而介然修立，為當世所知。其表奏詔誥，下筆立成，便得事理。有集二十卷。

## 延伸阅读
[在维基数据编辑]
 《陳書·卷34》，出自姚思廉《陳書》